# قتاد قاهري
القَتَاد القاهري (باللاتينية: Astragalus kahiricus) نوع نباتي عشبي من جنس القتاد.

## البيئة والانتشار
موطنه مصر.

## مرادفات للاسم العلمي
- (باللاتينية: Astragalus isopetalus Boiss.)
- (باللاتينية: Astragalus longiflorus Delile)
- (باللاتينية: Astragalus subkahiricus Gontsch.)